# Austrotinodes lineatus
Austrotinodes lineatus is een schietmot uit de familie Ecnomidae. De soort komt voor in het Neotropisch gebied.